# Сан-Бартоломеу-душ-Регатуш
Сан-Бартоломеу-душ-Регатуш (порт. São Bartolomeu dos Regatos) — район (фрегезия) в Португалии, входит в округ Азорские острова. Расположен на острове Терсейра. Является составной частью муниципалитета Ангра-ду-Эроижму. Население составляет 1569 человек на 2001 год. Занимает площадь 26,44 км².
Покровителем района считается Апостол Варфоломей (порт. São Bartolomeu).